# Grand Prix Itálie 1976
Grand Prix Itálie 1976 (oficiálně XLVII Gran Premio d'Italia) se jela na okruhu Autodromo Nazionale Monza v Monze v Itálii dne 12. září 1976. Závod byl třináctým v pořadí v sezóně 1976 šampionátu Formule 1.

## Kvalifikace
| Poř. | No. | Jezdec                   | Konstruktér        | Čas     | Ztráta  |
| ---- | --- | ------------------------ | ------------------ | ------- | ------- |
| 1    | 26  | Jacques Laffite          | Ligier-Matra       | 1:41.35 | —       |
| 2    | 3   | Jody Scheckter           | Tyrrell-Ford       | 1:41.38 | + 0.03  |
| 3    | 8   | Carlos Pace              | Brabham-Alfa Romeo | 1:41.53 | + 0.18  |
| 4    | 4   | Patrick Depailler        | Tyrrell-Ford       | 1:42.06 | + 0.71  |
| 5    | 1   | Niki Lauda               | Ferrari            | 1.42.09 | + 0.74  |
| 6    | 34  | Hans Joachim Stuck       | March-Ford         | 1:42.18 | + 0.83  |
| 7    | 35  | Carlos Reutemann         | Ferrari            | 1:42.38 | + 1.03  |
| 8    | 10  | Ronnie Peterson          | March-Ford         | 1:42.64 | + 1.29  |
| 9    | 2   | Clay Regazzoni           | Ferrari            | 1:42.96 | + 1.61  |
| 10   | 22  | Jacky Ickx               | Ensign-Ford        | 1:43.29 | + 1.94  |
| 11   | 7   | Rolf Stommelen           | Brabham-Alfa Romeo | 1:43.29 | + 1.94  |
| 12   | 6   | Gunnar Nilsson           | Lotus-Ford         | 1:43.30 | + 1.95  |
| 13   | 40  | Larry Perkins            | Boro-Ford          | 1:43.32 | + 1.97  |
| 14   | 5   | Mario Andretti           | Lotus-Ford         | 1:43.34 | + 1.99  |
| 15   | 16  | Tom Pryce                | Shadow-Ford        | 1:43.63 | + 2.28  |
| 16   | 9   | Vittorio Brambilla       | March-Ford         | 1:43.94 | + 2.59  |
| 17   | 17  | Jean-Pierre Jarier       | Shadow-Ford        | 1:44.05 | + 2.70  |
| 18   | 19  | Alan Jones               | Surtees-Ford       | 1:44.41 | + 3.06  |
| 19   | 24  | Harald Ertl              | Hesketh-Ford       | 1:44.56 | + 3.21  |
| 20   | 30  | Emerson Fittipaldi       | Fittipaldi-Ford    | 1:44.57 | + 3.22  |
| 21   | 37  | Alessandro Pesenti-Rossi | Tyrrell-Ford       | 1:44.62 | + 3.27  |
| 22   | 38  | Henri Pescarolo          | Surtees-Ford       | 1:45.12 | + 3.77  |
| 23   | 25  | Guy Edwards              | Hesketh-Ford       | 1:45.79 | + 4.44  |
| 24   | 18  | Brett Lunger             | Surtees-Ford       | 1:46.48 | + 5.13  |
| 25   | 20  | Arturo Merzario          | Wolf-Williams-Ford | 1:47.31 | + 5.96  |
| 26   | 39  | Otto Stuppacher          | Tyrrell-Ford       | 1:55.22 | + 13.87 |
| 27   | 11  | James Hunt               | McLaren-Ford       | 2:08.76 | + 27.41 |
| 28   | 12  | Jochen Mass              | McLaren-Ford       | 2:11.06 | + 29.71 |
| 29   | 28  | John Watson              | Penske-Ford        | 2:13.95 | + 32.60 |

## Závod
| Poř.   | No. | Jezdec                   | Konstruktér        | Počet kol | Čas/Odstoupení  | Pořadí na startu | Body |
| ------ | --- | ------------------------ | ------------------ | --------- | --------------- | ---------------- | ---- |
| 1      | 10  | Ronnie Peterson          | March-Ford         | 52        | 1:30:35.6       | 8                | 9    |
| 2      | 2   | Clay Regazzoni           | Ferrari            | 52        | + 2.3           | 9                | 6    |
| 3      | 26  | Jacques Laffite          | Ligier-Matra       | 52        | + 3.0           | 1                | 4    |
| 4      | 1   | Niki Lauda               | Ferrari            | 52        | + 19.4          | 5                | 3    |
| 5      | 3   | Jody Scheckter           | Tyrrell-Ford       | 52        | + 19.5          | 2                | 2    |
| 6      | 4   | Patrick Depailler        | Tyrrell-Ford       | 52        | + 35.7          | 4                | 1    |
| 7      | 9   | Vittorio Brambilla       | March-Ford         | 52        | + 43.9          | 16               |      |
| 8      | 16  | Tom Pryce                | Shadow-Ford        | 52        | + 52.9          | 15               |      |
| 9      | 35  | Carlos Reutemann         | Ferrari            | 52        | + 57.5          | 7                |      |
| 10     | 22  | Jacky Ickx               | Ensign-Ford        | 52        | + 1:12.4        | 10               |      |
| 11     | 28  | John Watson              | Penske-Ford        | 52        | + 1:42.2        | 27               |      |
| 12     | 19  | Alan Jones               | Surtees-Ford       | 51        | + 1 kolo        | 18               |      |
| 13     | 6   | Gunnar Nilsson           | Lotus-Ford         | 51        | + 1 kolo        | 12               |      |
| 14     | 18  | Brett Lunger             | Surtees-Ford       | 50        | + 2 kola        | 24               |      |
| 15     | 30  | Emerson Fittipaldi       | Fittipaldi-Ford    | 50        | + 2 kola        | 20               |      |
| 16     | 24  | Harald Ertl              | Hesketh-Ford       | 49        | Hřídel          | 19               |      |
| 17     | 38  | Henri Pescarolo          | Surtees-Ford       | 49        | + 3 kola        | 22               |      |
| 18     | 37  | Alessandro Pesenti-Rossi | Tyrrell-Ford       | 49        | + 3 kola        | 21               |      |
| 19     | 17  | Jean-Pierre Jarier       | Shadow-Ford        | 47        | + 5 kol         | 17               |      |
| Ret    | 7   | Rolf Stommelen           | Brabham-Alfa Romeo | 41        | Palivový systém | 11               |      |
| Ret    | 34  | Hans Joachim Stuck       | March-Ford         | 23        | Nehoda          | 6                |      |
| Ret    | 5   | Mario Andretti           | Lotus-Ford         | 23        | Nehoda          | 14               |      |
| Ret    | 11  | James Hunt               | McLaren-Ford       | 11        | Přetočení       | 25               |      |
| Ret    | 40  | Larry Perkins            | Boro-Ford          | 8         | Motor           | 13               |      |
| Ret    | 8   | Carlos Pace              | Brabham-Alfa Romeo | 4         | Motor           | 3                |      |
| Ret    | 12  | Jochen Mass              | McLaren-Ford       | 2         | Zapalování      | 26               |      |
| DNS    | 25  | Guy Edwards              | Hesketh-Ford       |           | Odvolán         | 23               |      |
| DNS    | 20  | Arturo Merzario          | Wolf-Williams-Ford |           | Odvolán         |                  |      |
| DNS    | 39  | Otto Stuppacher          | Tyrrell-Ford       |           | Odvolán         |                  |      |
| Zdroj: |     |                          |                    |           |                 |                  |      |

## Průběžné pořadí po závodě
Pohár jezdců
| Pořadí | Jezdec            | Body |
| ------ | ----------------- | ---- |
| 1      | Niki Lauda        | 61   |
| 2      | James Hunt        | 56   |
| 3      | Jody Scheckter    | 38   |
| 4      | Clay Regazzoni    | 28   |
| 5      | Patrick Depailler | 27   |
| Zdroj: |                   |      |

Pohár konstruktérů
| Pořadí | Konstruktér  | Body    |
| ------ | ------------ | ------- |
| 1      | Ferrari      | 73      |
| 2      | McLaren-Ford | 61 (62) |
| 3      | Tyrrell-Ford | 51      |
| 4      | Ligier-Matra | 20      |
| 5      | Penske-Ford  | 18      |
| Zdroj: |              |         |